# 赫尔曼·刘易斯
赫尔曼·刘易斯（英語：Herman Lewis），美国音频工程师。他曾3次被提名奥斯卡最佳音响效果奖。

## 部分影视作品
- 虎！虎！虎！ (1970)[1]
- 波塞冬历险 (1972)[2]
- 火烧摩天楼 (1974)[3]